# Klinische Bewertung
Die klinische Bewertung ist die Analyse und Bewertung von klinischen Daten zu einem bestimmten Medizinprodukt mit dem Ziel, dessen Leistung und Sicherheit in der klinischen Anwendung nachzuweisen. 
Sie erfolgt anhand von klinischen Daten von z. B. klinischen Prüfungen und/oder auf Basis wissenschaftlicher Literatur sowie der Marktbeobachtung.
Die klinische Bewertung ist abzugrenzen von der klinischen Studie/klinischen Prüfung. Sie ist in Europa Teil des Konformitätsbewertungsverfahrens für Medizinprodukte, das zur CE-Kennzeichnung führt. 
Im Bereich der In-vitro-Diagnostika wird eine vergleichbare Funktion von der Leistungsbewertung erfüllt.

## Gesetzliche Definition und Abgrenzung
Nach Artikel 2 der Verordnung (EU) 2017/745 (MDR) bezeichnet der Begriff der klinische Bewertung „einen systematischen und geplanten Prozess zur kontinuierlichen Generierung, Sammlung, Analyse und Bewertung der klinischen Daten zu einem Produkt, mit dem Sicherheit und Leistung, einschließlich des klinischen Nutzens, des Produkts bei vom Hersteller vorgesehener Verwendung überprüft wird“.
Dagegen bezeichnet der Begriff 	der „klinische Prüfung“ bzw. klinischen Studie in der MDR eine systematische Untersuchung, in die ein menschliche Prüfungsteilnehmer involviert sind. durchgeführt wird; eine Klinische Prüfung wird also praktisch und am Menschen durchgeführt.

## Qualifikation der Autoren einer Klinischen Bewertung
Hier gilt bei der Erstellung die MEDDEV-Guideline 2.7/1 revision 4. Schon in der MEDDEV 2.7/1 revision 3 waren die Anforderungen an den Autor einer Klinischen Bewertung sehr hoch gesteckt. Die neue Version verlangt noch mehr Qualifikationen und Kenntnisse. Dort ist zur Autorenqualifikation (Kap. 6.4) folgendes beschrieben, Kurzfassung:
- Akademischer Abschluss plus 5 Jahre relevante Berufserfahrung – Alternativ ein nichtakademischer Abschluss und 10 Jahre relevante Berufserfahrung
- Technik und Anwendung des zu evaluierenden Medizinproduktes sind geläufig, ebenso Diagnose und Behandlung der Krankheit, für die das Medizinprodukt bestimmt ist
- Forschungsmethodik vorhanden (Designs klinischer Studien, biostatistische Verfahren) und ebenso Erfahrung in Informationsmanagement und der Datenbanksuche

## Vorgehensweise zur Erstellung von Klinischen Bewertungen
Seit Juni 2016 wird für Klinischen Bewertungen die neue MEDDEV Leitlinie 2.7.1 rev. 4 herangezogen. Diese stellt einige zusätzliche Anforderungen an die Erstellung der Bewertungen. Neue Anforderungen beinhalten u. a. die Angabe zum Umfang der Bewertung, der im „clinical evaluation plan“ festgehalten werden muss, sowie das Einfügen eines neuen „State-of the-Art“-Kapitels. Weiterhin muss ein Abgleich mit den grundlegenden Anforderungen durchgeführt und PMCF-Maßnahmen dargelegt werden. Die Qualifikationen der Autoren der Klinischen Bewertung müssen ebenfalls in dem Bericht selber dargelegt werden.

## Gesetzliche Grundlagen
Die Anforderungen an die klinische Bewertung entstammen dem Anhang XIV der Verordnung (EU) 2017/745 (MDR) und mehreren Dokumenten der Koordinierungsgruppe Medizinprodukte
(MDCG, vom englischen Medical Device Consultation Group), die in Artikel 103 der MDR eingerichtet wurde. Die Leitlinie der europäischen Kommission für Medizinproduktehersteller, Benannte Stellen und Behörden (MEDDEV 2.7/1 Juni 2016) ist in Teilen weiterhin anwendbar, was in der Leitlinie MDCG 2020-6 beschrieben ist.

## Historische Entwicklung
Die ursprünglichen Anforderungen an die klinische Bewertung entstammten dem Anhang X der Richtlinie 93/42/EWG über Medizinprodukte und der Leitlinie MEDDEV 2.7/1 (4 Revisionen bis 2016).
Das MEDDEV-Dokument ist an ein Dokument der Global Harmonization Task Force (GHTF; jetzt International Medical Device Regulators Forum, IMDRF) – einer internationalen Organisation – angelehnt, was dazu führt, dass Begrifflichkeiten und Vorgehensweisen nicht in allen Fällen das europäische Verständnis der klinischen Bewertung treffen.
Die Anforderungen an die klinische Bewertung wurden in Revision 4 der MEDDEV 2.7/1 gegenüber den Vorversionen deutlich erhöht. 
In Deutschland war die klinische Bewertung in § 19 Abs. 1 des Medizinproduktegesetzes (MPG) erwähnt, das die Inhalte der europäischen Medizinprodukte-Richtlinie national umsetzte. Im Mai 2021 wurde mit Einführung der Medizinprodukte-Verordnung und Auslaufen der Medizinprodukte-Richtlinie auch das MPG durch das Medizinprodukterecht-Durchführungsgesetz (MPDG) ersetzt.